# Ashikaga (Klan)

Mon des Ashikaga-Clans, genannt Ashikaga Futatsubiki 足利二つ引き.

Die Familie Ashikaga (japanisch 足利氏 Ashikaga-shi) war ein japanischer Clan, der das Muromachi-Shogunat errichtete. Es war ein Zweig der Minamoto-Familie (Seiwa-Genji) und viele berühmte Familien stammen ihrerseits von den Ashikaga ab, darunter die Familien Hosokawa, Imagawa, Kira, Shiba und Isshiki. Nachdem die führende Familie des Minamoto-Clans in der frühen Kamakura-Zeit ausgestorben war, wurden die Ashikaga oft als Hauptzweig der Minamoto angesehen.